# Савлохов, Борис Сосланович
Бори́с Сосла́нович Савло́хов (осет. Саулохты Сосланы фырт Борис; 1952, Ахсар, Северо-Осетинская АССР — 24 мая 2004, Сокиряны, Черновицкая область) — советский, российский и украинский тренер по вольной борьбе, заслуженный тренер СССР, России и Украины. Криминальный авторитет, известный под кличкой «Савлоха» или «Салоха». В 1990-е годы — лидер одной из крупнейших киевских ОПГ, куда также входили его братья — Таймураз и Руслан.

## Биография

### Спортивная и тренерская карьера
Родился в 1952 году в селении Ахсар Коста-Хетагуровского района Северной Осетии. С 14 лет стал заниматься вольной борьбой. Входил в состав сборных Северной Осетии, РСФСР, Украины. В 1970 году стал чемпионом СССР среди юниоров. Трёхкратный чемпион Вооруженных Сил СССР (1971, 1974, 1978). В 1973 году стал победителем молодёжных игр РСФСР. В 1977 году стал чемпионом Спартакиады Дружественных Армий в Монголии. В 1978 году стал победителем международного турнира имени Александра Медведя. В 1996 году стал чемпионом мира среди ветеранов.
В 1978 году окончил Киевский государственный институт физической культуры. Имел четырёх детей.
Воспитал несколько известных борцов, среди которых трёхкратный чемпион мира, чемпион Европы и чемпион Олимпийских игр в Афинах Эльбрус Тедеев, чемпион Европы и СССР Роберт Тибилов, пятикратный чемпион мира, трёхкратный чемпион Европы и чемпион Олимпийских игр в Барселоне Лери Хабелов.

### Криминальная деятельность
Семье Савлоховых принадлежал целый ряд фирм, занимающихся различной коммерческой деятельностью. Под контролем Бориса находилось несколько киевских казино.
В марте 1987 года был осуждён на 3 года условно Львовским гарнизонным судом по 70-й статье УК УССР за контрабанду. Год просидел в СИЗО.
В 1991 году Борис Савлохов был ранен в ногу около гостиницы «Славутич» в Киеве. На протяжении 1990-х на жизнь Бориса Савлохова несколько раз пытались организовать покушение.
27 марта 2000 года был убит младший брат Бориса Таймураз Савлохов.
16 июня 2000 года был осуждён по статье 144 УК УССР (часть 2, вымогательство) и 206 УК УССР (часть 2, хулиганство) сроком на 7 лет. Верховный суд Украины затем сократил срок до 5,5 лет, который исчислялся с октября 1999 года.
В октябре 2003 года члены парламентской фракции Компартии Украины ходатайствовали об условно-досрочном освобождении Бориса Савлохова, но преступник был оставлен в заключении.
26 мая 2004 года в ИТК № 67( Сокиряны, Черновицкая область), принимая душ после тренировки, у Савлохова случился сердечный приступ, и он потерял сознание, спасти его не смогли. Хотя родные погибшего, не опровергают официальную причину смерти, есть и другие версии гибели «Савлохи». По одной из них он  был убит разрядом тока, инсценированного под сердечный приступ, по другой — он подавился корочкой хлеба и задохнулся. 28 мая тело Бориса Савлохова было отправлено на военном самолете для погребения на родину, в Северную Осетию.